# Dơi tai sọ cao
Dơi tai sọ cao (danh pháp hai phần: Myotis siligorensis) là một loài động vật có vú trong họ Dơi muỗi, bộ Dơi. Loài này được Horsfield mô tả năm 1855. Loài dơi này được tìm thấy ở Bangladesh, Bhutan, Campuchia, Trung Quốc, Ấn Độ, Indonesia, Lào, Malaysia, Nepal, và Việt Nam.

## Phân loài
Loài này có 4 phân loài gồm:
- Myotis siligorensis siligorensis
- Myotis siligorensis alticraniatus
- Myotis siligorensis sowerbyi
- Myotis siligorensis thaianus